# Terpios cladocera
Terpios cladocera är en svampdjursart som beskrevs av Duchassaing och Giovanni Michelotti 1864. Terpios cladocera ingår i släktet Terpios och familjen Suberitidae.
Artens utbredningsområde är havet kring Brittiska Jungfruöarna. Inga underarter finns listade i Catalogue of Life.